# Ordo Templi Orientis
Ordo Templi Orientis eller O.T.O., är ett av de största magiska[källa behövs] ordenssällskapen. Bokstäverna O T O står för Ordo Templi Orientis, eller Orden av Österns Tempel. Den uppstod i början av 1900-talet på initiativ av Karl Kellner, Heinrich Klein och Theodore Reuss (alla involverade i den dåvarande tyska ockulta rörelsen), men påstår sig ha kunskaper från medeltiden. Den är känd mycket på grund av den påverkan den fick från Aleister Crowley under den tid han satt som ledare, så kallad OHO (Outer Head of the Order), från 1925 till 1947.
O.T.O. är baserad på den ockulta ideologin och religionen Thelema. Aleister Crowley påverkade mycket ordens utformning bland annat genom införandet av Thelema.
O.T.O. har en kyrklig arm som heter E.G.C., Ecclesia Gnostica Catholica (Gnostisk-katolska kyrkan). Denna kyrka kan varje myndig döpas in i och de utför även den Gnostiska Mässan. De samarbetar tätt med en linje ur en annan Orden: A∴A∴ (Argenteum Astrum) som de också delar religionsuppfattning med. 
A∴A∴ var den organisation som Crowley ledde innan O.T.O.

## O.T.O Sverige
Ordo Templi Orientis har ett starkt fäste i Sverige och har placerat sitt internationella högkvarter i Göteborg. O.T.O Sverige äger även alla rättigheter till Aleister Crowleys litterära verk, inklusive "Lagens Bok" som orden har gett ut på svenska. Insynen i ordens verksamheten är mycket begränsad och deras webbplats innehåller endast allmän information om religionen "Thelema". 
O.T.O. Sverige har följande lokala avdelningar:
- Deus Est Homo-logen i Göteborg
- Odrörer-logen i Stockholm
- Frö-oasen i Malmö

Antalet medlemmar i Sverige är dock okänt.

### Initiering
Att ansluta sig till O.T.O. är att bli en initierad medlem i O.T.O.
Initierat medlemskap är tillgängligt för var man och kvinna som är fri, minst 18 år gammal och "av gott rykte" d.v.s. att personen i fråga har kontakt med två Ordensmedlemmar som kan rekommendera hans eller hennes medlemskap.
O.T.O. initiationer är utförda vid en fysisk ceremoni av en initiator med fullmakt från O.T.O.s internationella högkvarter att initiera.
Medlemskap i O.T.O. är konfidentiellt. Namn och adresser på medlemmarna är okända för allmänheten och för större delen av O.T.O.s medlemmar. Endast O.T.O. officerare samt initiatorer känner till dem men endast efter faktiskt behov lämnas de ut, t.ex. i samband med initiation eller om medlemmen vill närvara vid ett evenemang utanför den lokala kroppen. Den nationella representanten för Frater Superior (O.T.O.s internationella överhuvud), den nationella sekreteraren samt den nationella skattmästaren känner också till dem på grund av deras administrativa tjänster.
Ingen diskriminering finns i O.T.O.s struktur, alla människor av myndig ålder och av gott rykte har rätt till de första tre graderna i O.T.O. oavsett ras, etnicitet, kön eller sexuell läggning.

## Gradsystem[3]
| 0°   | Minerval                                               |
| I°   | Kvinna och Syster, Man och Broder                      |
| II°  | Magiker                                                |
| III° | Mästermagiker                                          |
| IV°  | Perfekt Magiker och Deltagare i Enoks Kungliga Valv    |
| P.I. | Perfekt Initierade, eller Prinsessa/Prins av Jerusalem |

| D.E.W. - K.E.W. | Dam/Riddare av Öst och Väst |

| V°   | Prinsessa/Prins av Rosenkorset Riddare av Pelikanen och Örnen Medlem i Senaten för Riddarna av den Hermetiska Filosofin Nobeldam/Riddare av den Röda Örnen     |
| VI°  | Lysande (Tempel-)riddare av Kadoschorden, den Helige Graals Deltagare Storinkvisitor Medlem i den Stora Tribunalen Prinsessa/Prins av den Kungliga Hemligheten |
| VII° | Mycket Lysande Storinspektor Biskop i Ecclesia Gnostica Catholica Medlem i den Högsta Stora Rådsförsamlingen                                                   |

| VIII° | Fulländad Överstepräst i Illuminati                                                                                 |
| IX°   | Initierad i Gnosis Helgedom                                                                                         |
| X°    | Rex Summus Sanctissimus (Enväldige och Högst Helige Drottning/Kung)                                                 |
| XI°   | Initierad i elfte graden. (Denna grad är av teknisk natur och har ingen relation till Ordens generella uppbyggnad.) |
| XII°  | Frater Superior, Ordens yttre överhuvud                                                                             |